# 5-硝基间苯二甲酸
5-硝基间苯二甲酸是一种芳基羧酸类有机化合物，化学式为C8H5NO6。它可由间苯二甲酸在混酸中硝化制得。

## 反应
它和氯化亚砜在二甲基甲酰胺催化下反应，可以得到5-硝基间苯二甲酰氯。